# Borboropactus biprocessus
Borboropactus biprocessus es una especie de araña cangrejo del género Borboropactus, familia Thomisidae. Fue descrita científicamente por Tang, Yin & Peng en 2012.

## Distribución
Esta especie se encuentra en China.